# Toronto Film Critics Association Award
Die Toronto Film Critics Association Awards sind Filmpreise, die seit 1997 jedes Jahr in Toronto von der kanadischen Toronto Film Critics Association in folgenden Kategorien vergeben werden.

## Kategorien
- Bester Film
- Bester Darsteller
- Beste Darstellerin
- Bester Nebendarsteller
- Beste Nebendarstellerin
- Beste Regie
- Bestes Original- oder adaptiertes Drehbuch
- Bester Dokumentarfilm
- Bester Animationsfilm
- Bestes Spielfilmdebüt
- Bester Ausländischer Spielfilm